# أروتشي
بلدية أروتشي (بالإسبانية: Aroche) هي بلدية تقع في مقاطعة ولبة التابعة لمنطقة أندلوسيا جنوب إسبانيا.

## الديموغرافيا
بلغ عدد سكان بلدية أروتشي 3.282 نسمة عام 2011 (وفقاً للمعهد الوطني الإسباني للإحصاء).
| 3.581 | 3.517 | 3.384 | 3.319 | 3.306 | 3.113 | 3.282 |

## معرض صور

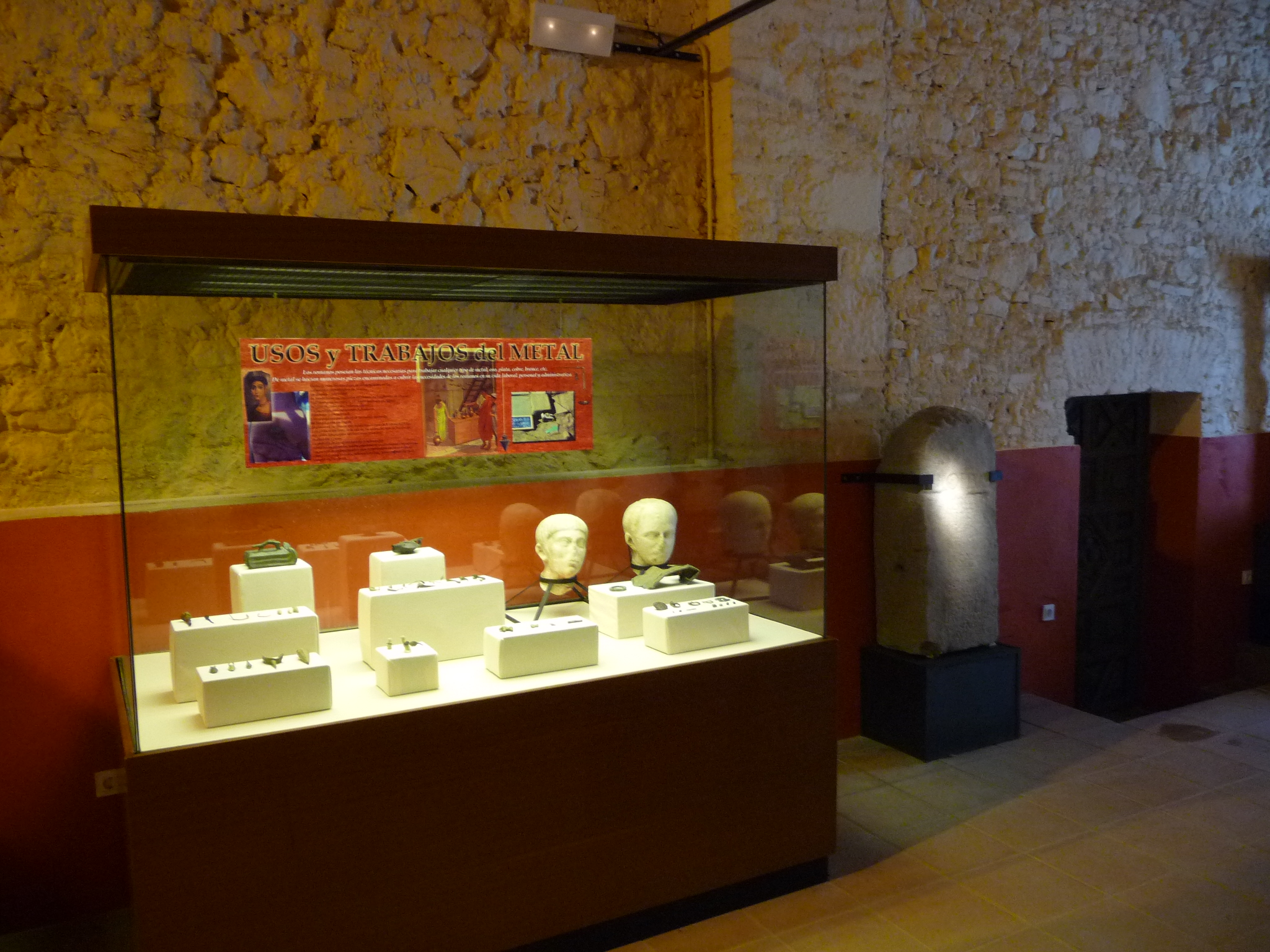
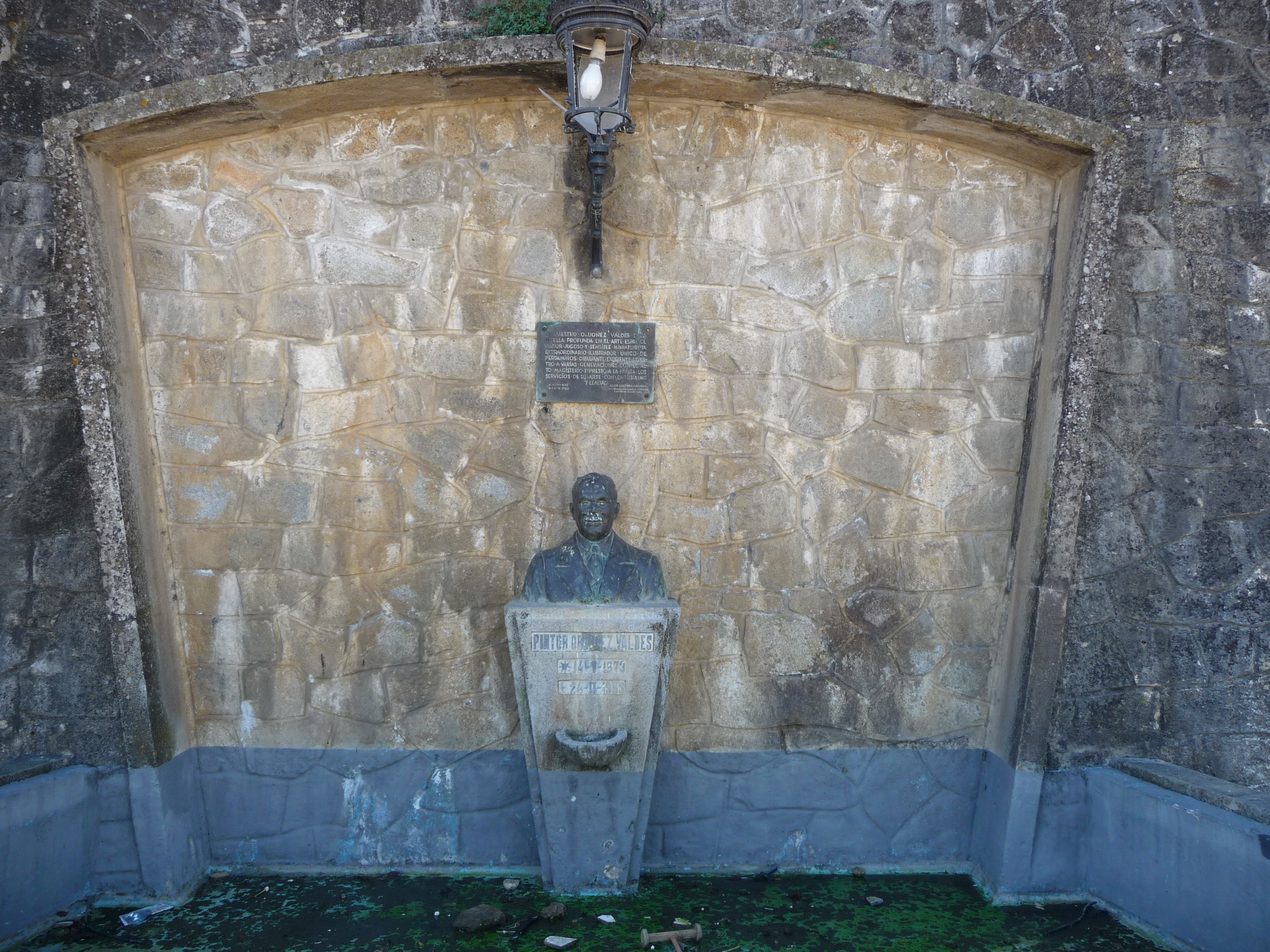
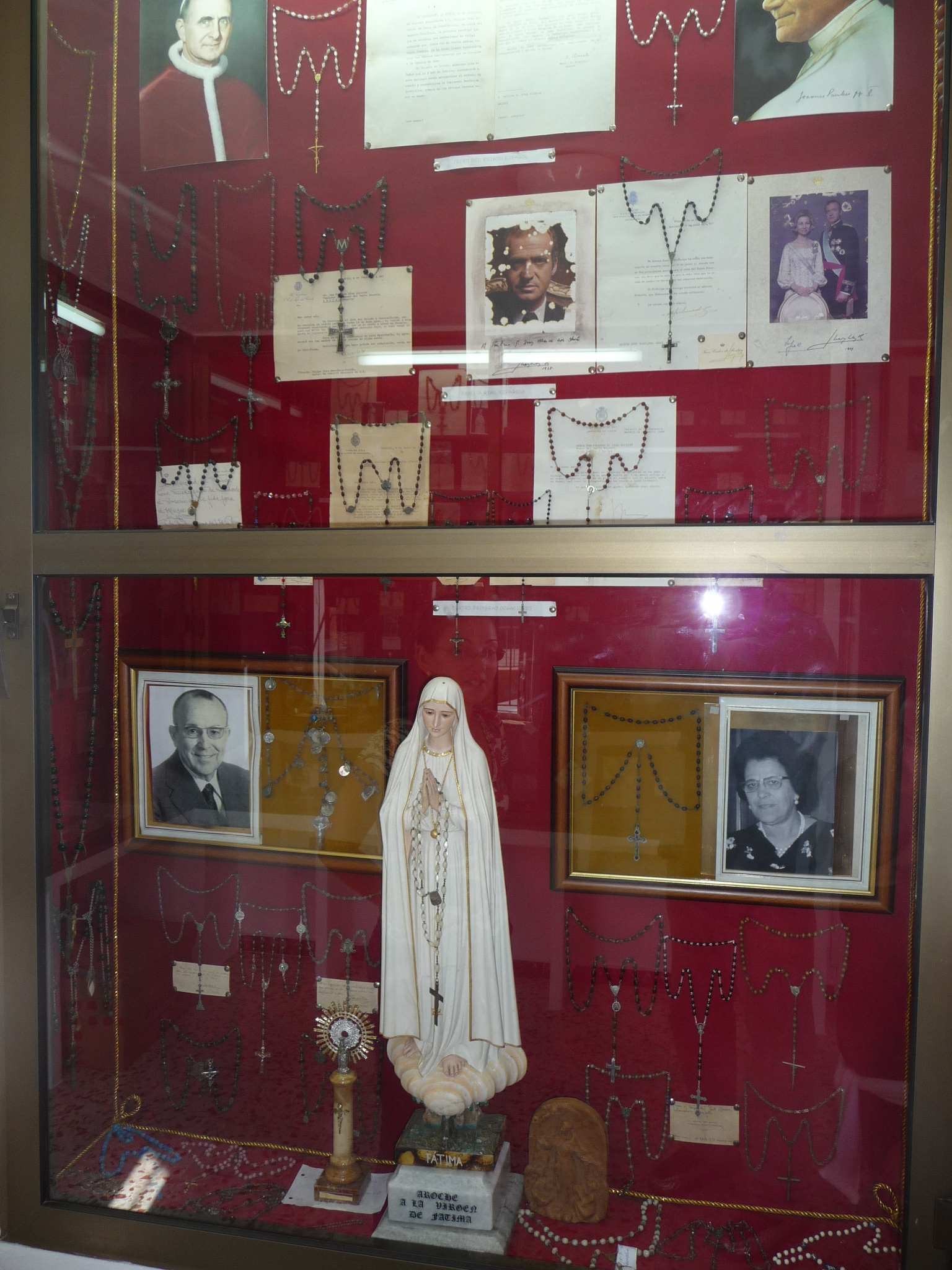
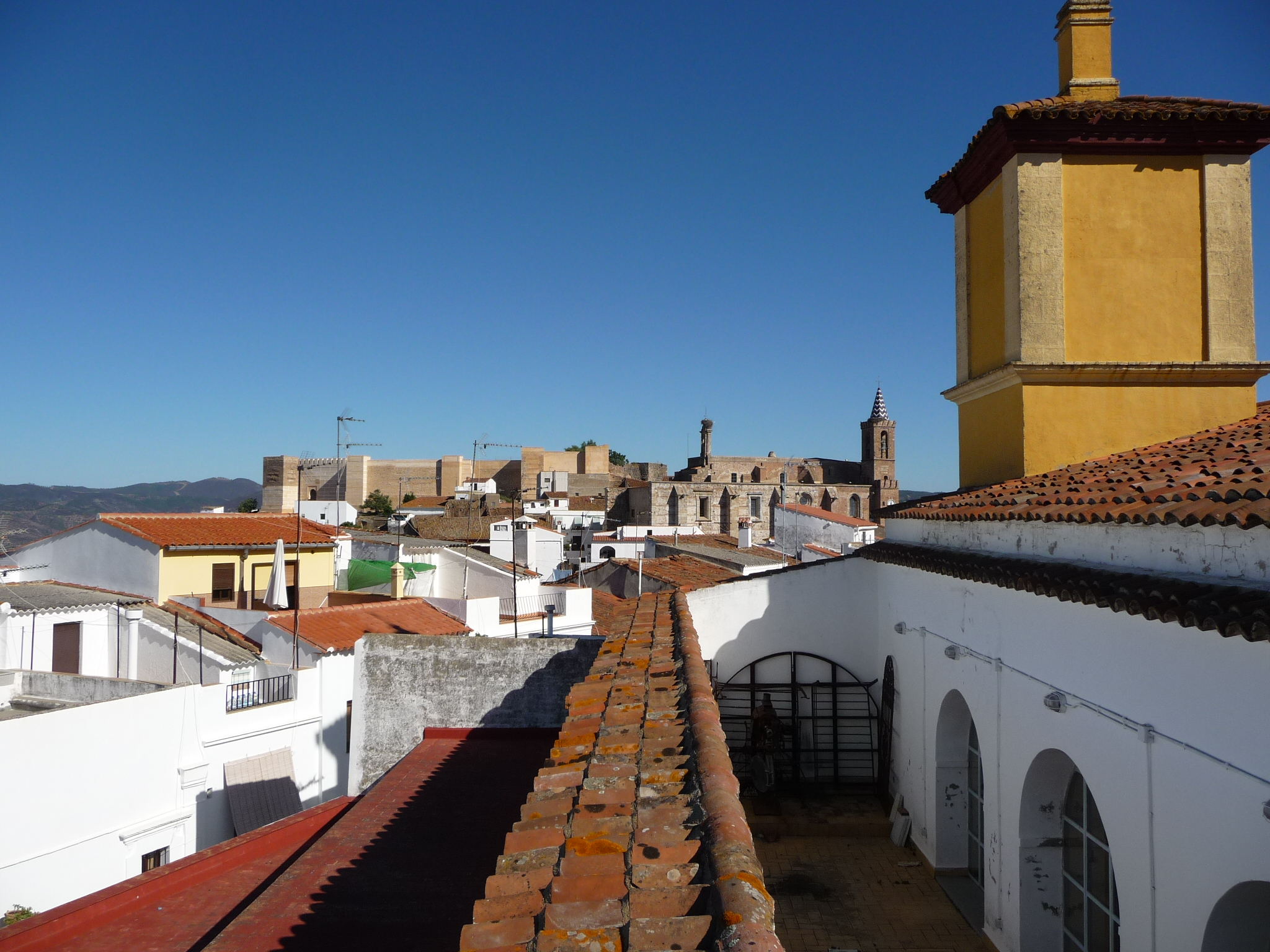

## أعلام
- خوان فيلار